# Muhmand Dara (distrikt)
Muhmand Dara är ett distrikt i Afghanistan. Det ligger i provinsen Nangarhar, i den östra delen av landet, 170 kilometer öster om huvudstaden Kabul. Administrativ huvudort är Muhmand Dara.
Distriktet beräknades år 2022 ha cirka 53 000 invånare.